# Cobie Smulders

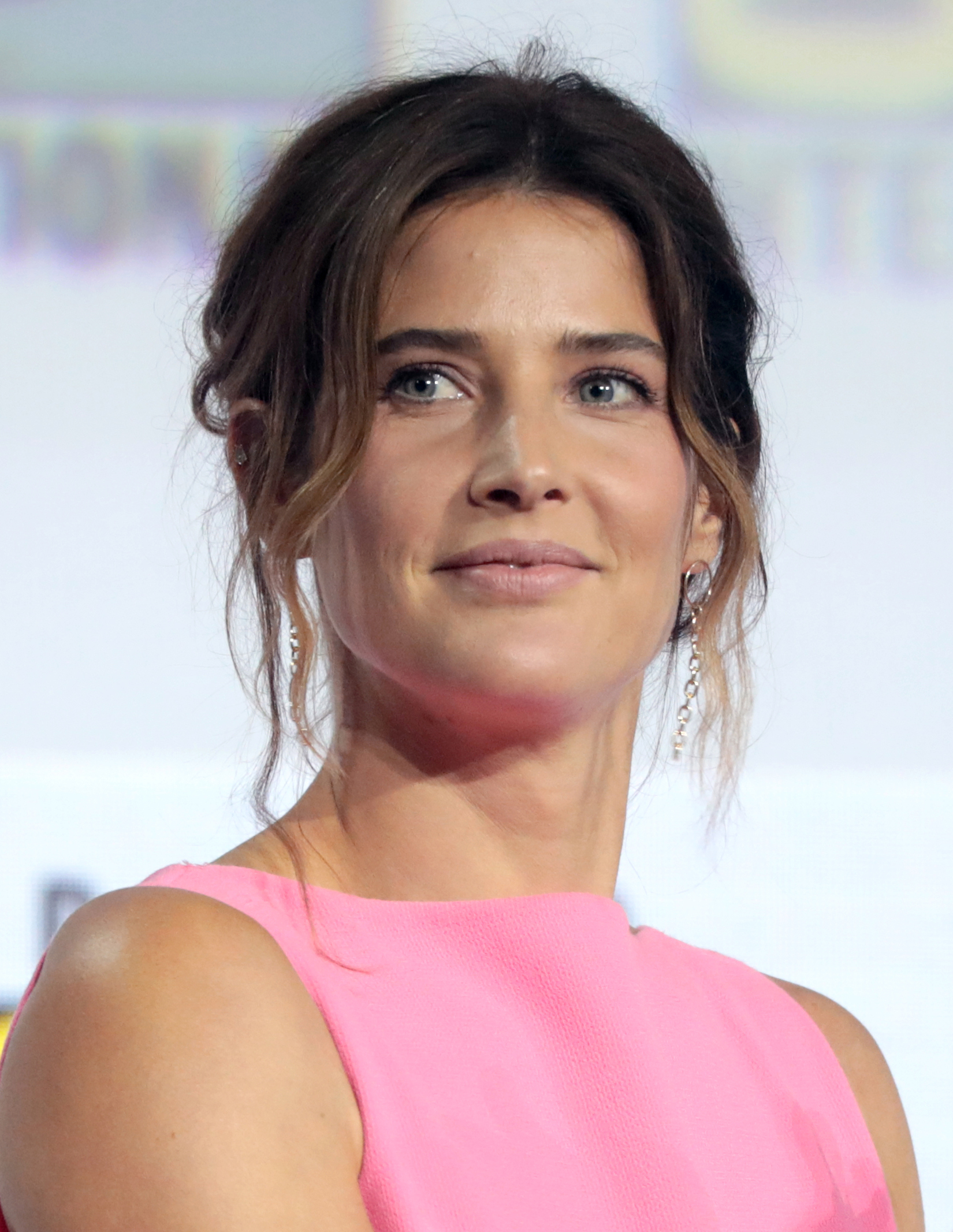
Cobie Smulders auf der San Diego Comic-Con im Juli 2019

Jacoba „Cobie“ Francisca Maria Smulders (* 3. April 1982 in Vancouver, British Columbia) ist eine kanadische Schauspielerin und Model.

## Leben
Cobie Smulders ist Tochter einer Engländerin und eines Niederländers. Sie wurde nach ihrer niederländischen Großtante Jacoba benannt, nach der sie auch den Spitznamen „Cobie“ bekam. Als Kind wollte sie Ärztin oder Meeresbiologin werden. In der High School jedoch, wo sie später ihre ersten Rollen spielte, wuchs ihr Interesse an der Schauspielerei. Als Teenager wurde sie von einer Modelagentur entdeckt und begann eine Modelkarriere, die sie unter anderem nach Frankreich, Japan, Italien, Griechenland und Deutschland führte. Sie schloss die High School im Jahr 2000 mit der Auszeichnung der „meistgeachteten Person“ ab, arbeitete weiter als Fotomodel und ließ sich schließlich in Los Angeles nieder, um ihre Schauspielkarriere zu beginnen.

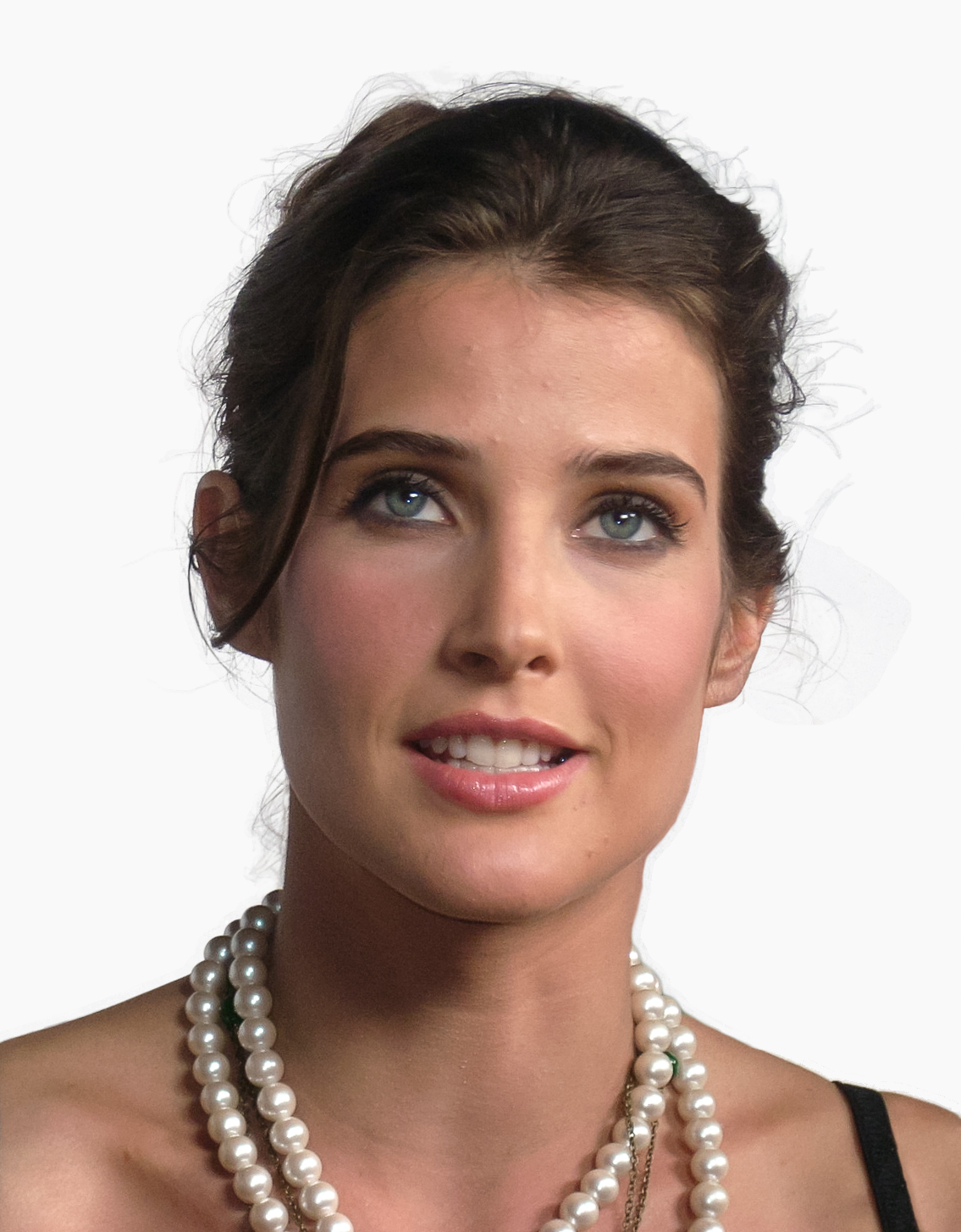
Cobie Smulders (2008)

Ihr erster Auftritt war eine Gastrolle in der vom US-Sender Showtime produzierten Sendung Jeremiah. Danach wurde sie für weitere Serien gebucht, so hatte sie zum Beispiel eine wiederkehrende Rolle in The L Word. Ihre erste permanente Beschäftigung war die Rolle der Juliet in der ABC-Serie Veritas: The Quest, die aber nach nur 13 Episoden nicht fortgesetzt wurde.
Von 2005 bis 2014 spielte Smulders eine der Hauptrollen in der US-Comedyserie How I Met Your Mother, wo sie an der Seite von Alyson Hannigan, Jason Segel, Neil Patrick Harris und Josh Radnor die kanadische Fernsehmoderatorin Robin Scherbatsky mimte.
2012 verkörperte sie in der Comic-Verfilmung Marvel’s The Avengers die S.H.I.E.L.D.-Agentin Maria Hill. Diese Rolle übernahm sie auch in mehreren Episoden der ABC-Serie Marvel’s Agents of S.H.I.E.L.D. und in den Folgefilmen The Return of the First Avenger, Avengers: Age of Ultron, Avengers: Infinity War, Avengers: Endgame und Spider-Man: Far From Home. 2023 war sie in dieser Rolle auch in der Serie Secret Invasion zu sehen.
2013 war sie in der Nicholas-Sparks-Verfilmung Safe Haven – Wie ein Licht in der Nacht zu sehen, 2016 war sie Filmpartnerin von Tom Cruise in Jack Reacher: Kein Weg zurück. 2019 war sie neben Jake Johnson in Stumptown zu sehen. Im ersten Staffelfinale von How I Met Your Father hat Smulders einen Gastauftritt in ihrer Rolle als Robin Scherbatsky.
Seit How I Met Your Mother stammt Smulders’ deutsche Standard-Synchronstimme von Christine Stichler.

## Persönliches
Im Mai 2009 wurden Smulders und ihr damaliger Verlobter, der Schauspieler und Komiker Taran Killam, Eltern einer Tochter. Die beiden heirateten am 8. September 2012 in einem Ranch Resort bei Solvang, Kalifornien und leben in Los Angeles. Anfang Januar 2015 brachte sie das zweite Kind des Paares zur Welt.
Im April 2015 erzählte Smulders in einem Interview mit der Zeitschrift Women’s Health, dass bei ihr im Alter von 25 Jahren Eierstockkrebs diagnostiziert wurde, der bereits in die Lymphknoten und das umliegende Gewebe gestreut hatte. Die Behandlung dauerte zwei Jahre.

## Filmografie (Auswahl)

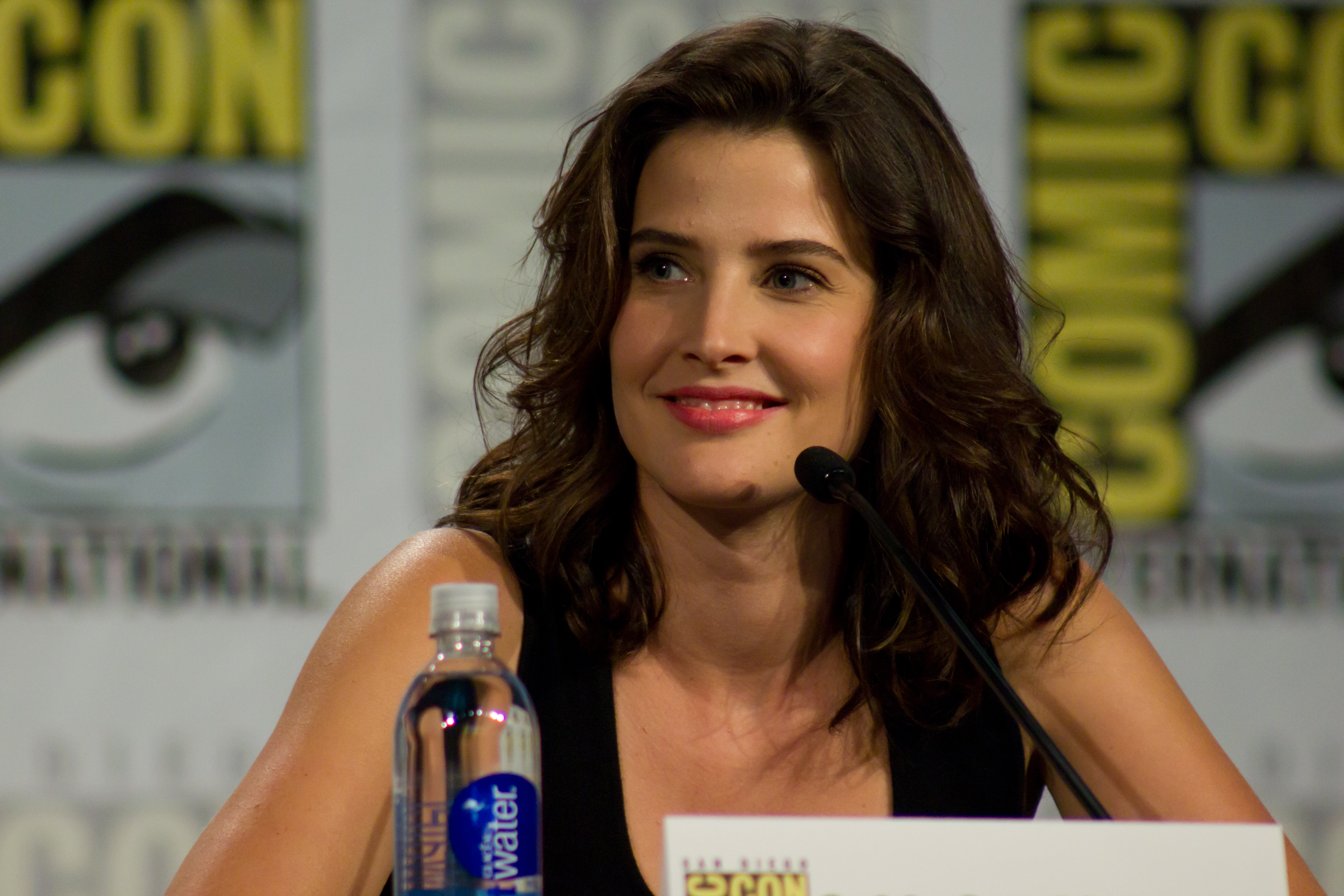
Cobie Smulders (2013)

### Filme
- 2004: Walking Tall – Auf eigene Faust (Walking Tall)
- 2004: Ill Fated
- 2005: Mein verschärftes Wochenende (The Long Weekend)
- 2006: Escape (Kurzfilm)
- 2009: Slammin’ Salmon – Butter bei die Fische! (The Slammin’ Salmon)
- 2012: Marvel’s The Avengers (The Avengers)
- 2012: Grassroots
- 2013: Safe Haven – Wie ein Licht in der Nacht (Safe Haven)
- 2013: Der Lieferheld – Unverhofft kommt oft (Delivery Man)
- 2014: They Came Together
- 2014: The LEGO Movie (Stimme von Wonder Woman)
- 2014: The Return of the First Avenger (Captain America: The Winter Soldier)
- 2015: Avengers: Age of Ultron
- 2015: Unexpected
- 2015: Results
- 2016: The Intervention
- 2016: Jack Reacher: Kein Weg zurück (Jack Reacher: Never Go Back)
- 2017: Literally, Right Before Aaron
- 2017: Killing Gunther
- 2017: Present Laughter
- 2018: Avengers: Infinity War
- 2018: Songbird
- 2019: The LEGO Movie 2 (The LEGO Movie 2: The Second Part, Stimme von Wonder Woman)
- 2019: Avengers: Endgame
- 2019: Spider-Man: Far From Home
- 2020: Cicada
- 2024: Sharp Corner

### Fernsehserien
- 2002: Jeremiah – Krieger des Donners (Jeremiah, Folge 1x11)
- 2002: Special Unit 2 – Die Monsterjäger (Special Unit 2, Folge 2x13)
- 2003: Tru Calling – Schicksal reloaded! (Tru Calling, Folge 1x03)
- 2003: Veritas: The Quest (13 Folgen)
- 2004: Smallville (Folge 4x09)
- 2005: Andromeda (zwei Folgen)
- 2005: The L Word – Wenn Frauen Frauen lieben (The L Word, vier Folgen)
- 2005–2014: How I Met Your Mother (208 Folgen)
- 2010: How to Make It in America (Folge 1x01)
- 2013–2015: Marvel’s Agents of S.H.I.E.L.D. (drei Folgen)
- 2016: Animals. (Folge 1x07, Stimme von Anni)
- 2017: Eine Reihe betrüblicher Ereignisse (A Series of Unfortunate Events, acht Folgen)
- 2017–2018: Nature Cat (vier Folgen, Stimme von Nature Dog)
- 2017–2019: Friends from College (16 Folgen)
- 2019: Arrested Development (drei Folgen)
- 2019: Room 104 (Folge 3x12)
- 2019–2020: Stumptown (18 Folgen, auch Produzentin)
- 2020: Die Simpsons (Folge 31x14, Stimme von Hydrangea)
- 2021: American Crime Story (fünf Folgen)
- 2021, 2023: What If…? (zwei Folgen, Stimme von Maria Hill)
- 2022: How I Met Your Father (Folge 1x10)
- 2022: Boss Baby – Zurück zu den Windeln (The Boss Baby – Back in the Crib, Folge 1x12, Stimme von Stella Chimeric)
- 2022: Lightning Wolves (zwei Folgen, Stimme von Manitoba)
- 2022: High School (acht Folgen)
- 2023: Secret Invasion  (drei Folgen)
- 2023–2025: Marvel’s Moon Girl and Devil Dinosaur (Stimme von Agent Hill)
- 2024: Accused (Folge 2x06)
- 2024: Shrinking (Folge 10x02)
- 2025: Super Team Canada (Stimme von Niagara Falls)

## Theater
Im Mai 2010 gab Smulders ihr Off-Broadway-Debüt in dem Stück Love, Loss, and What I Wore von Delia und Nora Ephron am Westside Theatre. 2017 gab sie ihr Broadway-Debüt in der Rolle der Joanna Lyppiatt in der Wiederaufnahme von Noël Cowards Komödie Present Laughter. Für ihre Darbietung wurde sie mit einem Theatre World Award für ein herausragendes Broadway-Debüt ausgezeichnet. Ihr Auftritt wurde von Great Performances gefilmt und auf PBS ausgestrahlt.

## Musik
Für die Rolle der Robin Scherbatsky nahm Cobie Smulders als Robin Sparkles und Robin Daggers drei Lieder auf, welche auch als Downloads veröffentlicht wurden. Außerdem war die erste Single bei Just Dance 3 für Wii, Xbox 360 und Playstation 3 vorhanden.
Diskografie:
- 2006: Let’s Go to the Mall
- 2008: Sandcastles in the Sand
- 2010: Nothing Suits Me Like a Suit (mit How I Met Your Mother Cast)
- 2012: Two Beavers are Better Than One (mit Jessica Glitter, gespielt von Nicole Scherzinger)[13]
- 2013: P.S. I Love You